# Campeonato Nacional Femenino de Fútbol de Salón
El Campeonato Nacional Femenino de Fútbol de Salón es el máximo evento de selecciones regionales en la categoría MAYORES - FEMENINO del Fútbol de Salón, Fútsal o Fútbol Sala de la República del Paraguay. Es organizado por la Federación Paraguaya de Fútbol de Salón (F.P.F.S.), entidad rectora de la modalidad. Surgen las 08 (Ocho) finalistas previa disputa de eliminatorias, distribuidas en emparejamientos y/o grupos por regiones en toda la extensión territorial, cuyas federaciones deportivas estén afiliadas y habilitadas para el efecto, otorgandoseles los cupos conforme lo establece la Federación Paraguaya de Fútbol de Salón (F.P.F.S.).-  

## Lista de Campeones
| Edición | Temporada | Sede                 | Campeón                  | Vicecampeón         | 3.er Puesto         | 4.to Puesto |
| ------- | --------- | -------------------- | ------------------------ | ------------------- | ------------------- | ----------- |
| I       | 2009      | Pedro Juan Caballero | Presidente Franco        | Amambay             | Horqueta            | Minga Guazú |
| II      | 2013      | Asunción             | Fomento de Barrio Obrero | Amambay             | San Ignacio         | Minga Guazú |
| III     |           |                      |                          |                     |                     |             |
| IV      | 2014      | San Juan Bautista    | San Juan Bautista        | Coronel Oviedo      | Hernandarias        | Lambaré     |
| V       | 2015      | San Ignacio          | San Ignacio              | Coronel Oviedo      | San Juan Bautista   | Villarrica  |
| VI      | 2016      | Juan Emilio O’Leary  | Juan Emilio O’Leary      | Piquete Cué         | Caaguazú            | Santa Rita  |
| VII     | 2017      | Santa Rita           | Fernando de la Mora      | Hernandarias        | Santa Rita          | Caaguazú    |
| VIII    | 2018      | Hernandarias         | Hernandarias             | Juan Emilio O'Leary | Amambay             | Villarrica  |
| IX      | 2019      | Hernandarias         | Hernandarias             | Amambay             | Juan Emilio O'Leary | Santa Rita  |
| X       | 2022      | Hernandarias         | Hernandarias             | Coronel Oviedo      | San Ignacio         | Encarnación |

## Palmarés
| Selección                | Campeón              | Vicecampeón          | 3.er Puesto    | 4.to Puesto    |
| ------------------------ | -------------------- | -------------------- | -------------- | -------------- |
| Hernandarias             | 3 (2018, 2019, 2022) | 1 (2017)             | 1 (2014)       |                |
| Juan Emilio O´Leary      | 1 (2016)             | 1 (2018)             | 1 (2019)       |                |
| San Ignacio              | 1 (2015)             |                      | 2 (2013, 2022) |                |
| San Juan Bautista        | 1 (2014)             |                      | 1 (2015)       |                |
| Presidente Franco        | 1 (2009)             |                      |                |                |
| Fomento de Barrio Obrero | 1 (2013)             |                      |                |                |
| Fernando de la Mora      | 1 (2017)             |                      |                |                |
| Amambay                  |                      | 3 (2009, 2013, 2019) | 1 (2018)       |                |
| Coronel Oviedo           |                      | 3 (2014, 2015, 2022) |                |                |
| Piquete Cué              |                      | 1 (2016)             |                |                |
| Santa Rita               |                      |                      | 1 (2017)       | 2 (2016, 2019) |
| Caaguazú                 |                      |                      | 1 (2016)       | 1 (2017)       |
| Horqueta                 |                      |                      | 1 (2009)       |                |
| Minga Guazú              |                      |                      |                | 2 (2009, 2013) |
| Villarrica               |                      |                      |                | 2 (2015, 2018) |
| Lambaré                  |                      |                      |                | 1 (2014)       |
| Encarnación              |                      |                      |                | 1 (2022)       |

- La Federación Paraguaya de Fútbol de Salón (F.P.F.S.), también a organizado 2 (Dos) Campeonatos Nacionales Femenino de Fútbol de Salón en la C20 (Categoría hasta los 20 años). El primero en el año 2015 en la Ciudad de Hernandarias y el segundo en la de Capitán Miranda, no pudiéndose sostener en el tiempo por diversos motivos que hicieron que desapareciera.

- El de Capitán Miranda ya solo se jugó un cuadrangular final por la poca participación e interés de las Federaciones afiliadas en esta categoría. Vea Abajo Infografías...

## Lista de Campeones _ C20
| Edición | Temporada | Sede            | Campeón      | Vice Campeón    | 3.er Puesto    | 4.to Puesto          |
| I       | 2015      | Hernandarias    | Hernandarias | Piquete Cué     | Coronel Oviedo | San Ignacio          |
| II      | 2016      | Capitán Miranda | Hernandarias | Capitán Miranda | San Ignacio    | Mariano Roque Alonso |

## Palmarés _ C20
| Selección            | Campeón        | Vicecampeón | 3.er Puesto | 4.to Puesto |
| -------------------- | -------------- | ----------- | ----------- | ----------- |
| Hernandarias         | 2 (2015, 2016) |             |             |             |
| Piquete Cué          |                | 1 (2015)    |             |             |
| Capitán Miranda      |                | 1 (2016)    |             |             |
| San Ignacio          |                |             | 1 (2016)    | 1 (2015)    |
| Coronel Oviedo       |                |             | 1 (2015)    |             |
| Mariano Roque Alonso |                |             |             | 1 (2016)    |